# 太平境馬雅各紀念教會
太平境馬雅各紀念教會，亦稱太平境教會、前稱亭仔腳禮拜堂，是一座位於臺灣臺南市中西區的教堂，隸屬於台灣基督長老教會台南中會。為台灣基督長老教會最早的教會之一，由英國長老會第一位駐臺灣宣教師馬雅各建立。

## 沿革

### 背景
1865年5月27日，馬雅各奉派到達臺灣，選擇臺灣府城作為英國長老教會在台灣傳教的中心。同年6月16日，馬雅各在大西門外的看西街租屋，並設立拜堂和醫館與助手一起進行傳道和醫療工作，被標誌著太平境教會的創立。然而由於當時臺灣社會風俗保守，馬雅各等人僅經歷了23天就受到當地居民的迫害和壓迫，被迫撤退到由英國領事保護的旗後地區，等待重返府城的機會。馬雅各隨後在旗後重新開設醫館和拜堂，繼續進行宣教工作。逐漸取得成果後，於1867年在埤頭成立新教會。並在同年底交由李庥牧師（Rev. Hugh Ritchie）接任。
1868年，埤頭教會遭受迫害，拜堂被拆除，經過交涉也未能獲得有效結果，最終英國政府出動軍隊介入才達成宣教和信仰自由的和解。馬醫生將旗後和埤頭等打狗宣道區交給李庥管理，並於1868年12月25日回到府城，在府城東邊的二老口租許厝開設醫館和拜堂。同年6月，馬雅各在亭仔腳租厝開設拜堂，初步完成臺灣府宣教中心的規劃，因有感於培養本地宣教人才之需要，並開辦傳道者速成班。

### 建立
隨著信徒日漸增加，教會也逐漸完善和發展。臺灣府城堂會於1878年成立。大約在同一年，長老高耀獻土地創建教會公墓，並於1879年1月創立了主日學，隨後婦女會、拜二婦人祈禱會的紛紛成立，成為臺灣宣教運動的主要推動力量，並在南部各地得到推廣。1887年，長老教中學校（現臺南市私立長榮高級中學））余饒理校長設立「壯丁會」，並即創設「庇里亞會」成青年團契之始。
由於原來的拜堂空間已不敷使用。1896年後，教會購買了亭仔腳拜堂旁邊的兩間厝來擴建拜堂，但不久由於都市規劃需要擴寬清水町（現青年路），教堂其中三分之一的土地被拆除。日本政府提供了位於警察局旁邊的新用地作為建造新拜堂的補償。
1901年，執事吳道源奉獻了太平境堂地，並由眾信徒以及巴克禮牧師代表募捐，募得超過兩千圓的款項。於1902年9月13日動工於今址興建太平境教會，並由英國母會贈送紀念碑，命名為「馬雅各紀念教會」（Maxwell Memorial Church），以紀念馬雅各與該教會在臺灣宣教的貢獻。

### 戰後至今
1951年，馬雅各紀念教會成立和會，並在1954年6月20日開始禮拜堂的重建工作，建造現今的拜堂。當前該教會已經開設了二十五個子教會持續經營。韓石泉曾在此期間參與該教會眾多事務，成為臺南基督教青年會創辦人之一。
1961年，廖旺曾在太平境教會創辦台南基督教盲人會。
1985年，為慶祝宣教120週年，該教堂的正式確定名稱為「台灣基督長老教會太平境馬雅各紀念教會」。當前該教會固定聚會人數約400人，並舉辦主日聚會、社區事工活動。

## 建築設計
1902年建造的第一代教堂因地號為「太平境」，地名稱「溝底仔」在舊堂正門前有一條大溝，故得名為「溝底仔拜堂」俗稱；因中間小路地段逐漸發展，此路後來被稱為「太平街」，故教堂又有「太平境禮拜堂」之稱。
1954年後使用至今的禮拜堂採用由1951年公開徵求設計競賽第一名，當時台灣省立工學院（今國立成功大學）建築工程學系副教授彭佐治設計，並共耗時一年興建。仿哥德式建築，略帶現代建築風格，屋身以白色為基底，格局採用古羅馬巴西利卡的長方型建築形式，塔身窗戶採細長五角型，並以十字架作為窗框的主軸，與三角的屋脊堆疊出層次。教堂主堂上方築有高達18公尺的鐘塔。
目前建築內部二樓仍存放置一架中型管風琴，該琴於1880年由E. and G.G. Hook & Hastings所製作，最初於美國波士頓貝絲·亞哈巴猶太會堂使用，1906年賣給布洛杜世浸信會（Broadus Memorial Baptist Church Richmond），1958年再由卡梅爾浸信會承接。
1963年，美南宣教師施麥哲（Stanley Smathers）以象徵性之美金100元購得並贈與東海大學，後因受風力、濕度及木板震動影響，導致琴體及音管受損嚴重，並在1977年初由王南傑牧師透過蕭清芬院長得知該琴後，在長執會議決通過購得該琴並由太平境長老教會使用，並於1978年10月8日進行啟用儀式，當前該琴是臺灣現存歷史悠久的管風琴之一。內裝了近2000支純手工打造的音管，共25排。
該教會建築曾於2019年8月7日「臺灣教堂郵票」中入選。目前該教會內設有一處歷史資料館，收藏了早期長老教會主日學教學用品與傳福音時的文物，以及「宇宙主宰」、「大啟恩門」等百年匾額。

### 其他
- 臺灣畫家許贊育曾以第一代太平境教會建物為靈感繪製一張油畫作品，題為〈聖堂〉，該畫作描繪黃褐色的太平境教會建築，除入選1932年第六回臺灣美術展覽會西洋畫部入選部門外，也列冊於《臺灣教育》第364號第六回臺展入選目錄。該畫後交由該教會歷史館典藏。[19][20]
- 臺南南山公墓的基督教長老教會墓區內設有一座第二代太平境教會造型的墓碑，不同於墓區內多數為十字架造形或一般墓碑造型。[21]

## 禮拜時間
以下時間以當地時間（臺灣時間）為準
| 週三       | 週六           | 週日           |
| ---------- | -------------- | -------------- |
| 20:00 查經 | 19:00 華語禮拜 | 08:50 公禱會   |
|            |                | 09:30 主日禮拜 |

## 另見
- 台南神學院
- 新樓醫院
- 海埔教會

## 外部連結
- 太平境馬雅各紀念教會官方網站 （页面存档备份，存于）
- 太平境馬雅各紀念教會 - 台灣基督長老教會 （页面存档备份，存于）
- 區公所-中西區-太平境基督教會 （页面存档备份，存于）